# Marcos Benavent
Marcos Benavent (Beniganim, Valencia, 1970) es un empresario y expolítico español, conocido como el "yonqui del dinero", que fue condenado por corrupción en los casos protagonizados por el Partido Popular de Valencia.

## Desarrollo
Fue concejal del PP de Játiva y ex gerente de la empresa pública Imelsa. Autodenominado «yonqui del dinero», sus grabaciones aportadas a la Guardia Civil, y luego confesiones, sirvieron, en parte, para que se abrieran investigaciones relativas a contrataciones fraudulentas, comisiones y a un presunto delito electoral y de blanqueo del PP en el caso Taula.
Nació en Beniganim, hijo de un abogado, y pronto sus padres emigraron a Játiva. Fue concejal de Juventud del Partido Popular en Játiva donde entró en contacto con su alcalde, Alfonso Rus, presidente de la Diputación de Valencia y del PP provincial. Posteriormente fue concejal de Feria y Fiestas hasta 2003. Posteriormente fue asesor de la Fundación Jaume II y de la Consejería de Cultura de Valencia, desde donde apoyó a Alfonso Rus para que alcanzara el Consejo provincial del PP y la Diputación de Valencia. Aplicó sus habilidades sociales al tráfico de influencias y a la captación de comisiones y en 2007 fue nombrado gerente de Imelsa por Rus.
Desde Imelsa tejió una red para amañar contratos con varias administraciones públicas valencianas. Creó una empresa patalla, Berceo Mantenimientos, que facturaba a otras cinco mercantiles que a su vez cobraban a Imelsa por trabajos que nunca se realizaron. Fue denunciado por Esquerra Unida en 2015 y apresado por la UCO durante la operación Taula en 2016. Sus revelaciones supusieron la caída de Alfonso Rus y  de algunos otros políticos y ejecutivos del PP valenciano como David Serra, Máximo Caturla, María José Alcón, y Vicente Betoret.
Fue condenado por prevaricación, malversación y falsedad.a 7 años de cárcel y 10 meses por la Audiencia Provincial de Valencia.